# San Vicente de Paradela
Paradela (llamada oficialmente San Vicente de Paradela) es una parroquia española del municipio de Paradela, en la provincia de Lugo, Galicia.

## Organización territorial
La parroquia está formada por diez entidades de población, constando nueve de ellas en el nomenclátor del Instituto Nacional de Estadística español:

### Entidades de población
Entidades de población que forman parte de la parroquia:
- A Eirexe
- Barrido
- Cimadevila
- Nai
- Pereiraboa
- Riocabo
- Ríos
- Rosende
- San Vicente

### Despoblado
Despoblado que forma parte de la parroquia:
- Santa Mariña

## Demografía
| Gráfica de evolución demográfica de Paradela entre 2000 y 2020 |
|                                                                |
| Datos según el nomenclátor publicado por el INE.               |